# Корумбиара

Корумбиара на карте штата.

Корумбиара (порт. Corumbiara)  —  муниципалитет в Бразилии, входит в штат Рондония. Составная часть мезорегиона Восток штата Рондония. Входит в экономико-статистический  микрорегион Колораду-ду-Уэсти. Население составляет 8 783 человека на 2010 год. Занимает площадь 3 060,32 км². Плотность населения — 2,87 чел./км².

## Демография
Согласно сведениям, собранным в ходе переписи 2010 г. Национальным институтом географии и статистики (IBGE), население муниципалитета составляет:
| Полное население                               | Полное население                               | Полное население                               | Полное население                               | 11 016 |
| ---------------------------------------------- | ---------------------------------------------- | ---------------------------------------------- | ---------------------------------------------- | ------ |
| в том числе:                                   | Городское население                            | 5 013                                          | Процент городского населения, %                | 29,49  |
|                                                | Сельское население                             | 6 993                                          | Процент сельского населения, %                 | 70,51  |
|                                                | Мужское население                              | 6 711                                          | Процент мужского населения, %                  | 53,64  |
|                                                | Женское население                              | 6 072                                          | Процент женского населения, %                  | 46,36  |
| Плотность населения, чел/км²                   | Плотность населения, чел/км²                   | Плотность населения, чел/км²                   | Плотность населения, чел/км²                   | 2,87   |
| Население муниципалитета в % к населению штата | Население муниципалитета в % к населению штата | Население муниципалитета в % к населению штата | Население муниципалитета в % к населению штата | 0,56   |

По данным оценки 2015 года население муниципалитета составляет 13 849 жителя.

## Статистика
- Валовой внутренний продукт на 2004 составляет 58.447.000,00 реалов (данные: Бразильский институт географии и статистики).
- Валовой внутренний продукт на душу населения на 2004 составляет 6.210,00 реалов (данные: Бразильский институт географии и статистики).
- Индекс развития человеческого потенциала на 2000 составляет 0,668 (данные: Программа развития ООН).

## География
Климат местности: экваториальный. В соответствии с классификацией Кёппена, климат относится к категории Am.

## Важнейшие населенные пункты
| № | Населённый пункт | Населённый пункт (порт.) | Категория | Население чел. (2010) | На карте                        |
| - | ---------------- | ------------------------ | --------- | --------------------- | ------------------------------- |
| 1 | Корумбиара       | Corumbiara               | город     | 2590                  | 12°59′54″ ю. ш. 60°56′40″ з. д. |
| 2 | Витория-да-Униан | Vitória da União         | поселок   | 718                   | 13°00′26″ ю. ш. 61°07′33″ з. д. |
| 3 | Алту-Гуаражус    | Alto Guarajus            | поселок   | 191                   | 12°57′44″ ю. ш. 60°53′06″ з. д. |